# فرانسوا دومبيير
فرانسوا دومبيير (بالإنجليزية: François Dompierre)‏ (و. 1943 – م) هو ملحن، وموزع، وكاتب غنائي من كندا. ولد في أوتوا.

## جوائز
حصل على جوائز منها:
- النيشان الوطني لكيبيك من رتبة فارس (2014).[3]

## وصلات خارجية
- فرانسوا دومبيير على موقع IMDb (الإنجليزية)
- فرانسوا دومبيير على موقع ميوزك برينز (الإنجليزية)
- فرانسوا دومبيير على موقع ديسكوغز (الإنجليزية)
- فرانسوا دومبيير على موقع قاعدة بيانات الفيلم (الإنجليزية)